# カホフカ貯水池
カホフカ貯水池（ウクライナ語: Каховське водосховище, Kakhovs’ke vodoskhovyshche）は、ウクライナのドニエプル川にある貯水池。1956年にカホフカ水力発電所が建設されたときに作られた。

## 地理
貯水池は、ウクライナのヘルソン州、ザポリージャ州、ドニプロペトロウシク州の総表面積2,155平方キロメートルをカバーしており、長さ240キロメートル、最大幅23キロメートル、深さは3メートルから26メートル（平均8.4メートル）で、総水量は18.2立方キロメートルである。
これは主に、水力発電所、クラスノズナミアンカ灌漑システム、カホフカ灌漑システム、産業プラント、淡水養魚場、北クリミア運河、ドニエプル・クリヴィリー運河に供給するために使用される。カホフカ貯水池が作られたことによって、ドニエプル川を船が遡上するための深いルートを形成した。
カホフカ貯水池は多くの水鳥の繁殖地と餌場であり、浅瀬には多くの底生生物が生息している。池内の中州の「クチュフールィ諸島」と南岸の氾濫原の森林、草地、ヨシ原からなる「シム・マイアキウ氾濫原」はラムサール条約登録地である。クチュフールィ諸島には固有種の植物のCentaurea konkaeが生えている。

## 沿岸
ザポリージャ原子力発電所、ザポリージャ火力発電所がある。北クリミア運河がここから出る。
南岸にヴェリキィ・ルー国立自然公園がある。

## 2022年ロシアによるウクライナ侵攻の影響
2022年11月上旬より、カホフカ水力発電所の放水路が開放され、貯水池はここ30年で最低の水位まで下がり、ザポリージャ原子力発電所の冷却用水の供給、また灌漑用水や飲料水の供給に危険が及んでいる。2022年12月1日から2023年2月6日までの間に水位が2メートル低下した。
2023年5月になると一転、貯水池の水位は過去最高を記録した。同年6月1日頃からダムの構造が失われて破堤、6月6日には貯水池からの溢水が激しくなり下流では洪水が発生した（カホフカダム破壊事件を参照）。この破壊がロシアまたはウクライナによる意図的な攻撃によるものかは不明である。

## ギャラリー

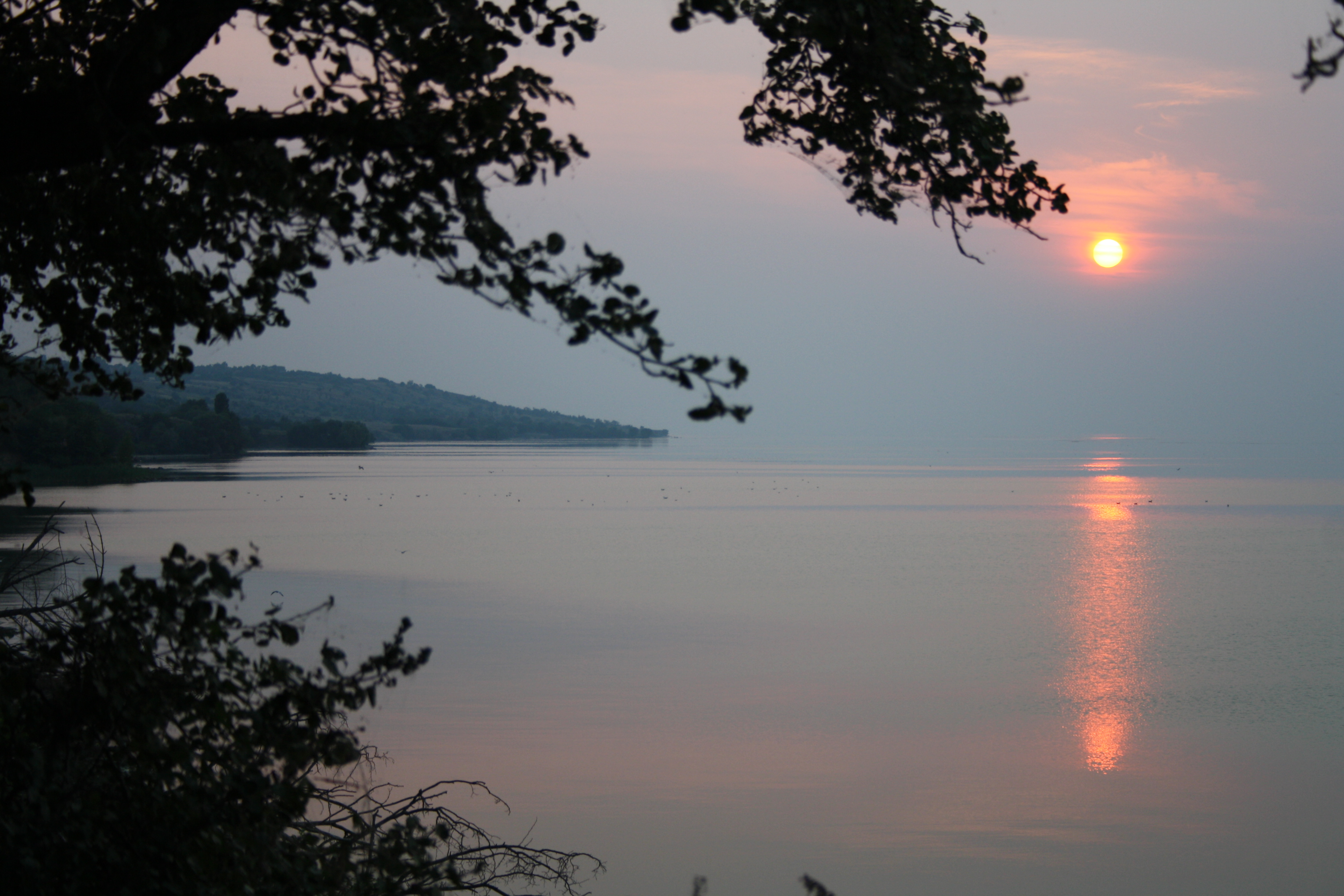
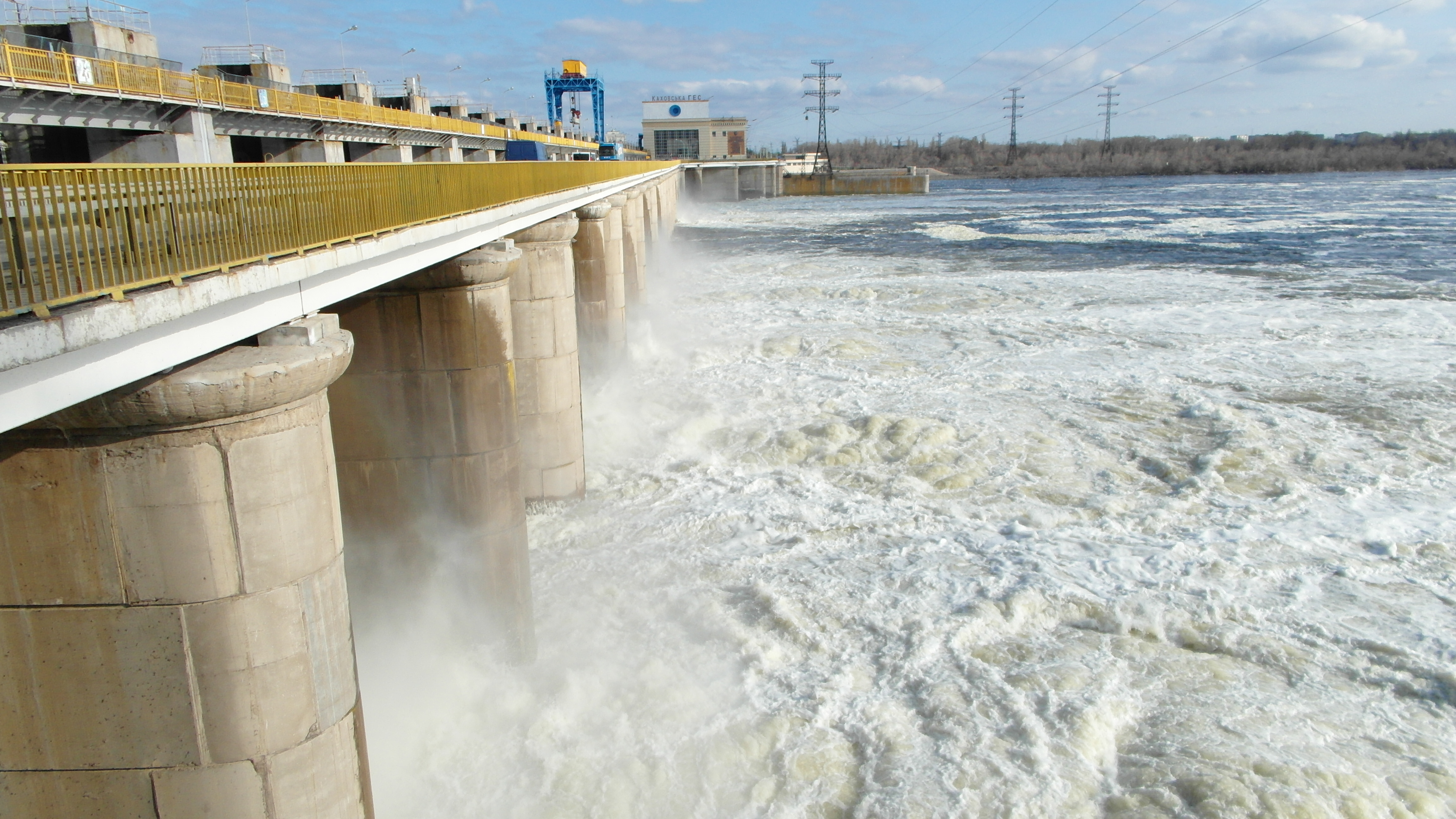
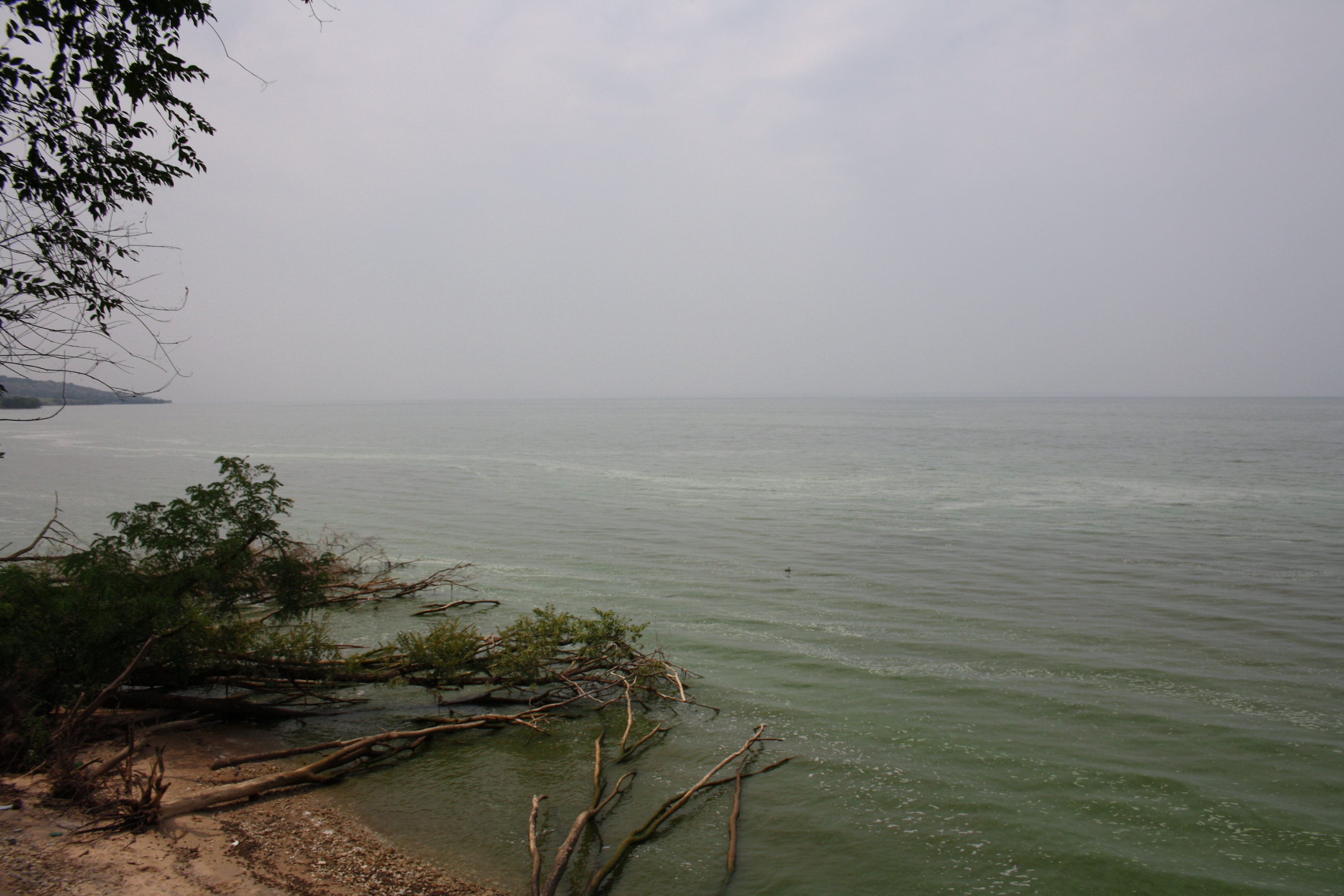